# Савлух-Су

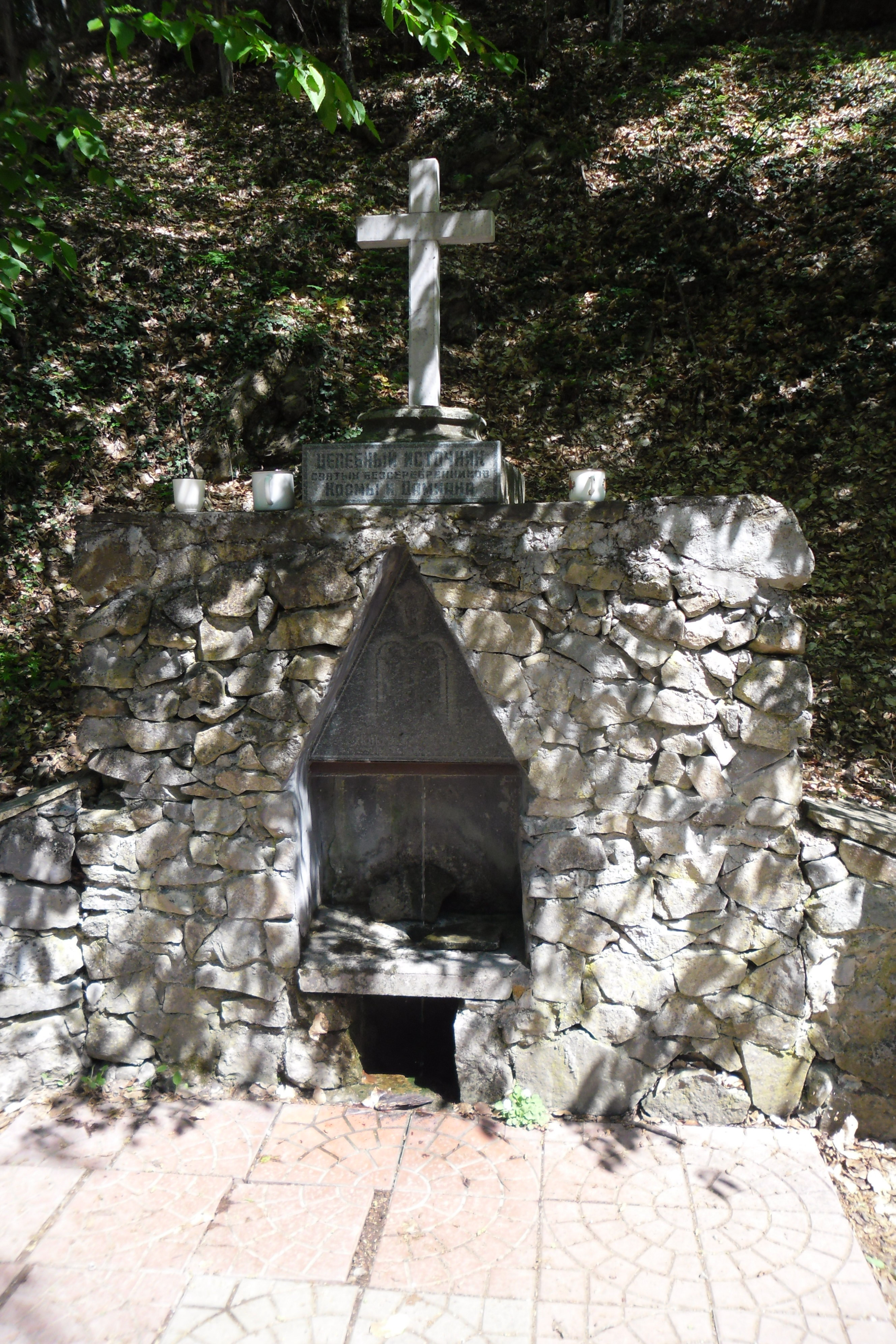
Джерело Савлух-Су на території Козьмо-Дем'янівського монастиря.

Савлу́х-Су, Сагли́к-Су (крим. Savluq Suv, Sağlıq Suv) — джерело в Криму, знаходиться на висоті 700 м над рівнем моря, в Центральній улоговині  Кримського природного заповідника. Є витоком  однойменної річки — Савлух-Су, правої притоки річки  Альми.

## Назва
Назва джерела в перекладі з  кримськотатарської мови означає «вода здоров'я» (крим. савлук ( середній діалект), саг'лик ( південнобережний діалект) — «здоров'я», сув — «вода»).

## Історія
Вперше згадується в переказах про святих Кузьму і Дем'яна.
За переказами святі Кузьма і Дем'ян були заслані в гори  Таврики в (III століття н. е.) За часів жорстоких гонінь на молоду християнську  віру. Оселилися вигнанці поблизу джерела, водою якого незабаром зцілилися від недуг і стали лікувати місцевих жителів. Слава про Кузьму і Дем'яна і про освячену ними воду вийшла далеко за межі Таврики.
У наступні століття, слідуючи заповітам святителів, ченці побудованого тут монастиря дарували людей вірою, здоров'ям і довголіттям. Вже наприкінці XX століття знайшлися люди, які за допомогою науки довели незвичайну цілющу силу  святої води і відродили до життя славне джерело. Вода «Савлух-Су» знову стала служити людям. Кожен її ковток цілющий, позбавляє від багатьох хвороб, продовжує молодість і життя.

## Наука про джерело
З висновку Лабораторії підземних мінеральних і лікувальних вод Інституту геології  Національної Академії Наук України:
Води, подібні джерела «Савлух-Су», дуже рідкісні. У 1998 р. мінеральна вода «Савлух-Су» занесена до Довідника мінеральних лікувально-столових вод України. Дані в літературі з подібних джерел не виявлені. Є непрямі відомості, що джерело з водою, подібної «Савлух-Су», виявлене на території США. Унікальність води даного джерела в тому, що при значенні рН, близького до нейтрального і невисокої  мінералізації, вона містить іони  срібла в бальнеологічно активній  концентрації. Саме ці якості води додають їй цілющу силу в широкому бальнеологічному спектрі.
З висновку Українського НДІ медичної реабілітації та курортології:
Вода джерела «Савлух-Су» має високий вміст іонів срібла — 0,125 мг / л, іонів цинку — 120 мг / л, що благотворно позначається на застосуванні її як жовчогінної, так і для лікування захворювань  печінки,  нирок і  шлунка. Вода активізує процес обміну  вуглеводів, стимулює статеву функцію організму, сприяє зміцненню  кісток. Хімічний склад і бальнеологічна активність води при зберіганні її у відкритому вигляді не змінюється протягом 3 місяців. В укупоренному вигляді вода джерела «Савлух-Су» зберігає свої лікувальні властивості протягом півроку і більше.
З практики:
Отримавши навіть неповний, двотижневий курс лікування в  санаторії, за рекомендацією лікаря-куратора можна продовжити лікування в домашніх умовах. Для цього необхідно придбати потрібну кількість води «Савлух-Су», але обов'язково в  скляній тарі (ємність 0,5 л), де збереження бальнеологічної активності гарантована Українським НДІ медичної реабілітації та курортології. Термін збереження лікувальних властивостей — 6 місяців, збереження інших властивостей води — 12 місяців. 24-х добовий курсовий прийом води — захисний фактор при стресовій  виразці шлунка. Воду «Савлух-Су» можна також приймати для  профілактики інших захворювань.

## Галерея

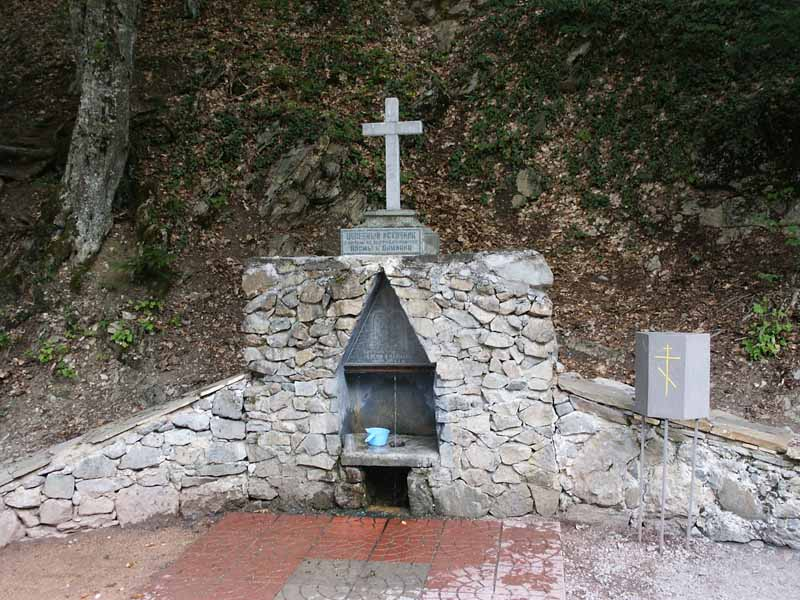